# سكة حديد منشة
سكة حديد منشة (بالعبرية: מְסִילַּת מְנַשֶּׁה مِسِيلَات مِنَشِيه) هي سكة حديد مستقبلية تتبع خطوط السكك الحديدية الإسرائيلية، من المخطط أن تكون وصلة الربط بين سكة الحديد الشرقية الجديدة وسكة حديد المرج. ستبدأ السكة بتفرعها من سكة الحديد الشرقية في وادي حيفر قرب موشاف أحيطوف وتنتهي باندماجها مع سكة حديد المرج وتحديدًا بين محطتي مغدال هعيمك – كفار باروخ ويوكنعام – كفار يهوشوع. ستسمح السكة لسكان مرج ابن عامر بالوصول إلى وسط إسرائيل مباشرةً دون عبور حيفا عبر سكة حديد المرج، كما ستسمح لقطارات الشحن بالمرور من محطة الشحن النهائية في بيت شان إلى الجنوب دون استخدام سكة حديد الساحل. ستخلق هذه السكة اتصالًا مباشرًا وسريعًا بين المرج ووسط البلاد، والتي سيتمكن سكان الجليل من استخدامها أيضًا نظرًا لوجود خطة لبناء سكة حديد العفولة – طبريا مستقبلًا.

## الإنشاء
من المخطط أن تتفرع السكة من سكة حديد المرج في منطقة رمات دافيد ومن هناك تدخل في نفق عبر مرتفعات منشة حتى منطقة تبادل طرق عيرون. ومن هناك تستمر السكة إلى منطقة موشاف أحيطوف عبر محطة قطار في حريش ثم اتصالها بسكة الحديد الشرقية الجديدة.
بدأت شركة نتيفي يسرائيل بأعمال البناء، والتي بالفعل بدأت بتنفيذ توسعات وإنشاء جسور زراعية في المنطقة المستقبلية للسكة الحديدية.

## بديل عن سكة حديد عيرون
قبل التخطيط لسكة حديد منشة كان هناك مخطط تم إلغاؤه لسكة حديد عيرون (بالعبرية: מְסִילַּת עִירוֹן مِسِيلَات عِيرُون). حيث كان من المقرر أن تتفرع سكة حديدية من تقاطع ريمز إلى الاتجاه الشمال الشرقي لتتصل بسكة حديد المرج قرب محطة قطار العفولة، وكجزء من ذلك تم التخطيط لمحطة قطار محتملة قرب حريش. كان مخطط أن تدخل السكة في نفق قبل أم الفحم ليعبر المدينة ويستمر حتى منطقة مجيدو، ومن هناك تستمر السكة على طول طريق هسرغيل (طريق 65) لتتصل في النهاية بسكة المرج غرب محطة العفولة. خُطط أن تكون السكة بعيدة عن السكة الساحلية وذلك لتقديم خدمة لمسافرين في مناطق جديدة مقارنةً مع سكة حديد منشة التي تشكل هدفًا أساسيًا وهو «تجاوز حيفا».
أُلغيت خطة سكة حديد عيرون في فبراير 2019، نظرًا للحاجة إلى نفق طويل جدًا وباهظ الثمن يمر بوادي عارة.